# Оули Оумарссон
Оули Валюр Оумарссон (исл.  Óli Valur Ómarsson; род. 9 января 2003) — исландский футболист, нападающий шведского «Сириуса».

## Клубная карьера
Футболом начал заниматься в «Аульфтанесе», откуда в 12-летнем возрасте перебрался в «Стьярнан», где дорос до основного состава. Впервые в заявку взрослой команды на матч Избранной лиги попал  29 сентября 2018 года в последнем туре против «Хабнарфьордюра», но на поле не вышел. Дебютировал в чемпионате Исландии 28 сентября следующего года в домашней встрече с «Вестманнаэйяром», появившись на поле на 76-й минуте. В сезоне 2020 года вместе с клубом занял третье место в национальном первенстве, в результате чего 8 июля 2021 года дебютировал в еврокубках в игре первого квалификационного раунда Лиги конференций с ирландским «Богемианом».
13 июля 2022 года перешёл в шведский «Сириус», подписав с клубом контракт, рассчитанный на пять с половиной лет. 17 июля в игре против «Дегерфорса» дебютировал в чемпионате Швеции, заменив на 81-й минуте Юхана Карлссона.

## Карьера в сборной
Выступал за юношеские сборные Исландии различных возрастов. В мае 2022 года впервые был вызван в молодёжную сборную на июньские отборочные игры чемпионата Европы. В игре с Лихтенштейном, состоявшейся 3 июня, дебютировал в её составе, появившись в стартовом составе.

## Клубная статистика
| Выступление      | Выступление      | Выступление      | Лига | Лига | Кубки | Кубки | Конт. кубки | Конт. кубки | Итого | Итого |
| Клуб             | Лига             | Сезон            | Игры | Голы | Игры  | Голы  | Игры        | Голы        | Игры  | Голы  |
| ---------------- | ---------------- | ---------------- | ---- | ---- | ----- | ----- | ----------- | ----------- | ----- | ----- |
| Стьярнан         | Избранная лига   | 2019             | 1    | 0    | 0     | 0     | 0           | 0           | 1     | 0     |
| Стьярнан         | Избранная лига   | 2020             | 7    | 0    | 1     | 0     | 0           | 0           | 8     | 0     |
| Стьярнан         | Избранная лига   | 2021             | 17   | 0    | 0     | 0     | 1           | 0           | 18    | 0     |
| Стьярнан         | Избранная лига   | 2022             | 12   | 1    | 1     | 0     | 0           | 0           | 13    | 1     |
| Стьярнан         | Итого            | Итого            | 37   | 1    | 2     | 0     | 1           | 0           | 40    | 1     |
| Сириус           | Алльсвенскан     | 2022             | 2    | 0    | 0     | 0     | 0           | 0           | 2     | 0     |
| Сириус           | Итого            | Итого            | 2    | 0    | 0     | 0     | 0           | 0           | 2     | 0     |
| Всего за карьеру | Всего за карьеру | Всего за карьеру | 39   | 1    | 2     | 0     | 1           | 0           | 42    | 1     |